# グスタボ・グティエレス

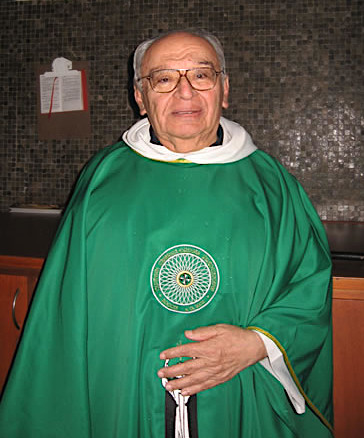
グスタボ・グティエレス (2007)

グスタボ・グティエレス・メリーノ（Gustavo Gutiérrez Merino, 1928年6月20日 - 2024年10月22日）は、ペルー・リマ出身のドミニコ会のカトリック司祭、神学者。解放の神学の提唱者の1人。
ノートルダム大学で神学のジョン・オハラ枢機卿教授資格を持ち、教皇庁立ペルーカトリック大学の教授である。欧米の大学でも客員教授としての経験を持つ。ペルー言語学院の会員であり、1993年にはレジオンドヌール勲章も受賞している。また『コンキリウム』誌の執筆者兼編集局員である。2003年にアストゥリアス皇太子賞コミュニケーションおよびヒューマニズム部門を受賞。

## 司祭/解放の神学
グスタボはペルーで薬学と神学を学び、心理学と哲学をルーヴェンで学んだ。そしてリヨン・カトリック大学の司牧宗教学研究所で博士号を得た。グスタボはペルーで生まれ過ごし、その生涯の大半をリマの貧困層の間で働いてきた。グティエレスの草分け的な仕事『解放の神学：歴史、政治、救い』（1971年）では貧しい者との愛情のこもった連帯の行為として、貧困に対する解放的抗議を同様にキリスト教徒の貧困への彼の見解として表明した。
グティエレスによれば「解放」には3つの次元がある。
- 第1に、政治的・社会的な解放（貧困と不正の差し迫った原因の除去）を必要とし、
- 第2に、解放はすべての「自由かつ尊厳を保ちながら人々が自身を開発させる能力を制限するもの」からの貧しい者、排除された者、虐げられた者と被抑圧階層の解放を必要とし、
- 第3に、解放の神学は自分本位と罪からの解放、神との関係及び他の人々との関係の再建を必要とする。

解放の神学とグティエレスは教皇庁から度重なる詳細な調査の対象とされた。『解放の神学：歴史、政治、救い』がラッツィンガー枢機卿から直接審査され、多くの問題とされる考えを含むとされた。グティエレス自身は非難されなかったが、多くの他の解放の神学者は教皇庁から非難を受けた。解放の神学の支持者とサンディニスタのような左翼グループとの繋がりのため（主に貧しい人々は潜在的左派でもあったため）、オスカル・ロメロ大司教など、多くの解放志向の聖職者が、1980年代の中米諸国で殺された。
1984年9月ペルーの司教の特別会合がグティエレスへの非難を表明させる目的でローマに召集されたが、司教たちは非難を拒んだ。
2024年10月22日に死去。96歳没。

## 著作・日本語訳
- 関望・山田経三 訳『解放の神学』岩波書店 ISBN 978-4000265454
- リチャード・ショール 共著 梶原寿 訳『解放と変革の神学』新教出版社
- 日本カトリック正義と平和協議会 訳『解放の地平をめざして 民衆の霊性の旅』新教出版社
- 山田経三 訳『ヨブ記 神をめぐる論議と無垢の民の苦難』教文館 ISBN 978-4764262669
- 染田秀藤 訳『神か黄金か 甦るラス・カサス』岩波書店 ISBN 978-4000003384
- 大倉一郎・林巌夫 訳『いのちの神』新教出版社 ISBN 978-4400321019
- 林巌雄 訳『み言葉のわかちあい 主日の聖書黙想』、以下は各・日本キリスト教団出版会
- 林巌雄 訳『み国のわかちあい 主日の聖書黙想 A年』
- 林巌雄 訳『いのちのわかちあい 主日の聖書黙想 B年』